# Бабурін В'ячеслав Леонідович
Бабурін В'ячеслав Леонідович (нар. 31 травня 1951) — російський економіко-географ, регіоналіст. Теоретик в області географії інноваційних процесів [1]. Один з основоположників нового наукового напрямку в економічній і соціальній географії — циклічності функціонування і розвитку територіальних систем [2]. Спеціаліст і керівник науково-дослідних і консалтингових проектів у сфері економічної, політичної географії, територіального управління і регіонального аналізу. Автор і співавтор багатьох підручників, атласів для вузів і середньої школи в області економічної географії Росії і країн близького зарубіжжя. Завідувач кафедри економічної і соціальної географії Росії географічного факультету МДУ імені М. В. Ломоносова (з 1 червня 2012 року).

### Освіта
У 1968 році вступив на економічний факультет МГУ імені М. В. Ломоносова, але через ідеологічні протиріччя покинув факультет. У 1969—1970 рр. проходив службу в лавах Радянської Армії в Ракетних військах стратегічного призначення (РВСП).
- Закінчив кафедру економічної географії СРСР Географічного факультету Московського державного університету імені М. В. Ломоносова в 1976 році. (Спеціальність — «Економічна географія»). Науковий керівник — С. Є. Ханін, фахівець в галузі математичних методів в економічній географії.
- Кандидат географічних наук (МДУ, географічний факультет, кафедра економічної і соціальної географії Росії) (1985 г.). Тема дисертації «Територіальна організація і управління промисловістю в умовах науково-технічної революції (на прикладі Московського регіону)». Дисертація присвячена питанням розміщення оборонно-промислового комплексу в Московському регіоні (має гриф «Для службового користування»). Науковий керівник — професор А. Т. Хрущов.
- Доктор географічних наук (МДУ, географічний факультет, кафедра економічної і соціальної географії Росії) (2002). Тема дисертації: «Географія розвитку інноваційних процесів в межах російського простору».

## Професійна діяльність
З 1996 по 2002 рр. доцент кафедри економічної і соціальної географії Росії географічного факультету МДУ імені М. В. Ломоносова. З 2002 р професор кафедри економічної та соціальної географії Росії географічного факультету МДУ імені М. В. Ломоносова. З 2012 р — завідувач кафедри економічної та соціальної географії Росії.
Лауреат премії вченої ради Географічного факультету МГУ.
Колишній помічник депутата Державної Думи Російської Федерації.
Дійсний член Російського географічного товариства відділення економічної і політичної географії. Член експертної ради Асоціації російських географів-суспільствознавців. Експерт ОЕСР.
Член Громадської ради при Міністерстві регіонального розвитку РФ.
Брав участь в підготовці Федеральних цільових програм:
- «Вирішення соціальних, економічних і екологічних проблем, пов'язаних з підйомом рівня Каспійського моря»
- «Комплексний розвиток території Російської Федерації, що прилягає до Каспійського моря» (1994—1998 рр.)
- «Кемеровська область: регіональна діагностика для оцінки інвестиційної привабливості» (1998).
- Керівник експертної групи з підготовки стратегії соціально-економічного розвитку Далекого Сходу до 2025 р.

Виконавець проекту в рамках програми «Дослідження впливу Олімпійських ігор» (OLYMPIC GAMES IMPACT — OGI). Брав участь в підготовці звіту щодо впливу Чемпіонату світу 2018 року на формування креативних індустрій в містах проведення турніру.
Протягом 30 років активно займається регіональним аналізом і стратегічним регіональним плануванням. Працював в 87 суб'єктах Російської Федерації та всіх республіках колишнього СРСР.

## Викладацька діяльність
Викладання вів в Москві, Уфі, Хабаровську, Севастополі та інших містах. Сьогодні є викладачем в Московському університеті на географічному факультеті, а також в його в Севастопольському відділенні, і на факультеті державного управління (курс «Економічна і політична географія»)

## У Московському університеті читає курси лекційː
- «Економічна та соціальна географія Росії і країн СНД»
- «Економічна і політична географія» «Географія інвестиційного комплексу»
- «Економіко-географічне районування»
- «Економіко-географічна експертиза»
- «Географічні основи сталого розвитку»
- «Географія управління»

Протягом останніх 20 років постійний керівник навчальних студентських практик та експедицій Науково-студентського товариства кафедри економічної і соціальної географії Росії в різних регіонах країни і близького зарубіжжя. Під керівництвом В. Л. Бабуріна за останнє десятиліття підготовлено понад 150 курсових і дипломних робіт.

## Науково-дослідницька діяльність
Область наукових інтересів: еволюція територіальних систем, інноваційна географія, територіальна організація і управління промисловістю, інвестиційний комплекс, електоральна географія. У своїх дослідженнях широко застосовує інноваційно-синергетичний підхід.
Участь і керівництво науково-дослідними проектами:
- «Проект» Псковська магістраль: інноваційний підхід до регіонального розвитку" (Адміністрація Псковської області, 1997)
- «Основні положення стратегії і концепції соціально-економічного розвитку Краснодарського краю» (Адміністрація Краснодарського краю, 2000)
- «Оцінка інвестиційної привабливості та розробка пропозицій щодо формування перспективних напрямків соціально-економічної політики Псковської області» (Адміністрація Псковської області, 2000)
- «Характеристика соціально-економічних умов. // Оцінка впливу на навколишнє середовище (ОВНС). Проект» Сахалін —1 "(2001—2002 рр.)
- «Оцінка чисельності населення, що проживає в межах гірських територій Росії, для цілей бюджетного вирівнювання» (Інститут економіки перехідного періоду, 2001—2002 рр.)
- «Макроекономічний аналіз нерівномірності економічного і соціального розвитку регіонів» (Державний контракт на виконання науково-дослідної та дослідно-конструкторської роботи, 2002)
- «Економіко-географічні проблеми структурної перебудови економіки Росії: досвід 1990-х років і тенденції початку XXI ст.» (01.2.00.168001) «Розвиток поняттєво-концептуального апарату вітчизняної районної школи економічної та соціальної географії» (01.2.00.108025)
- «Географічні проблеми економічного і соціального розвитку Центральної Росії в умовах ринкових відносин».
- «Сучасне районування Росії як територіальна основа управління і регулювання соціально-економічних процесів: методологічні та методичні підходи (06-06-80277)».
- «Прогнозування впливу великих інноваційних проектів на соціально-економічний розвиток регіонів» (12-06-00400).
- Автор статей в наукових журналах «Віснику Московського університету», «Новини РАН. Серія географічна», «Новини Російського географічного товариства», «Економіко-географічному віснику Південного федерального університету», "Географія. Додаток до газети «Перше вересня», «Регіональних дослідженнях» і ін.

## Внесок у науку
В. Л. Бабурін — основоположник і теоретик інноваційної географії в Росії, дослідник інноваційних циклів в економіці. Обґрунтував природно-історичний підхід у дослідженні інновацій. Послідовник районної школи, вніс вагомий внесок у впровадження динамічної (циклічної) складової в дослідження територіальних систем (еволюції простору).
Фахівець в області регіонального аналізу і територіального управління, географії інвестиційного комплексу, географії оборонно-промислового комплексу, географії лісового господарства Росії, економічної географії країн СНД і Балтії, оцінки природних ризиків і збитків. Популяризатор математичних методів і моделей в економічній географії.

## Праці
- Бабурин В. Л. Инновационные циклы в российской экономике. Изд. 4. — М.: УРСС, [Архівовано 3 липня 2014 у Wayback Machine.] .
- Бабурин В. Л. Эволюция российских пространств: от Большого взрыва до наших Дней (инновационно-синергетический подход). Изд. 2. — М.: ЛИБРОКОМ, 2009 [Архівовано 14 серпня 2014 у Wayback Machine.] .
- Бабурин В. Л., Горячко М. Д. География инвестиционного комплекса. Учебное пособие. — М.: Геогр. ф- т Моск. ун-та, 2009.
- Бабурин В. Л., Горячко М. Д. Стратегическое управление региональным развитием: экономико-географический подход // Вестн. Моск. университета. = Сер. 5. География. 2009, — № 5.
- Бабурин В. Л., Горячко М. Д. Методика изучения инновационной составляющей экономики муниципального района (статья) // Экономико-географический вестник Южного федерального университета. Ростов-на-Дону. 2008, № 5.
- Пространство циклов: Мир — Россия — регион / Под ред. В. Л. Бабурина, П. А. Чистякова. — М., 2007 [Архівовано 1 грудня 2017 у Wayback Machine.].
- Бабурин В. Л., Артоболевский А. А., Бусыгина И. М., Вендина О. И., Глезер О. В., Зайдфудим П.Х и др. Пространство, люди, экономика Югры. Социально-экономическая трансформация Ханты-Мансийского автономного округа (монография). — М., Экономисть, 2007.
- Бабурин В. Л. Неизвестные и малоизвестные страницы отечественного районирования. — М.: ЛЕНАНД, 2006.
- Бабурин, В. Л. Анализ циклических процессов в экономике (на примере лесной отрасли) / В. Л. Бабурин, П. А. Чистяков // География и природные ресурсы. — 2005. — № 1. — С.25-33.
- Экономическая и социальная география стран Ближнего зарубежья: Пособие для вузов / М. П. Ратанова, В. Л. Бабурин и др. Под ред. М. П. Ратановой. — М.: Дрофа, 2004.
- Бабурин В. Л., Бородулина Н. А., Вендина О. И., Галкина Т. А., Герасименко Т. И., Гонтарь Н. В. и др. Институциональная модернизация российской экономики: территориальный аспект (монография). — Ростов-на-Дону, изд-во Рост. гос. университета, 2004.
- Бабурин В. Л., Горячко М. Д. Неравномерность территориального развития как пространственная проекция циклических процессов. Известия РГО. 2004, т. 136, вып. 4.
- Бабурин В. Л. Битюкова В. Р., Казьмин М. А., Махрова А. Г. Московский столичный регион на рубеже веков: новейшая история и пути развития. — Смоленск: Ойкумена. 2003.
- Экономическая и социальная география России: Учебник для вузов / Г. И. Гладкевич, В. Л. Бабурин, А. И. Алексеев и др. Под ред. Проф. А. Т. Хрущева. — М., 2001.
- Бабурин В. Л., Ковалев А. Д., Тарасов П. С. Компьютерное моделирование отраслей народного хозяйства. //Территориальная дифференциация и регионализация в современном мире. — Смоленск, Универсум. 2001.
- Бабурин В. Л., Мазуров Ю. Л. Географические основы управления. — М.: Дело, 2000.
- Бабурин В. Л. Политическая трансформация социумов в урбанизированных районах (на примере ближнего Подмосковья) // Политика и экономика в региональном измерении. — М.-СПб, 2000.
- Бабурин В. Л. Геополитический подвиг Н. М. Пржевальского // Н. М. Пржевальский и современное страноведение. Ч. 1. — Смоленск, 1999.
- Бабурин В. Л. Социально-экономические последствия подъема уровня Каспийского моря. Известия РГО: — 1998. — Т.130. Вып. 2, с. 12-18
- Бабурин В. Л. Деловые игры по экономической и социальной географии. — М.: Просвещение, 1995.
- Бабурин В. Л. Промышленный комплекс Московского региона: закономерности развития // География промышленности в условиях интенсификации производства. — М., 1989.
- Бабурин В. Л. Экономико-географический подход к управлению территориальными системами в Московском регионе на примере промышленности и инфраструктуры // Географические проблемы развития народного хозяйства Московского региона. — М., 1986.
- Baburin V., Alekseev A., Goryachko M. Climate change, the Northeast Passage and settlement of the Russian Arctic. The Changing Geographies of the Arctic and Northern Regions: III scheduled on Wednesday, 3/25/09. Salt Lake, 2009.[1]
- Baburin V., Kasimov N., Goryachko M. Development of the Black Sea Coast of Caucasus in the Conditions of Changes of the Nature and Society. Proceedings of the ninth international conference on the Mediterranean coastal environment. Sochi, Russia. 10-14 november 2009. Ankara. Turkey, 2009. vol 1-2[2]
- Climate Change in Contrasting River Basins: Adaptation Strategies for Water, Food and Environment. How Much Water will be Available for Irrigation in the Future? The Syr Darya Basin (Central Asia). CABI, 2004.[3]

## Фотографії
- З сайту кафедри Економічної і соціальної географії Росії [Архівовано 4 березня 2016 у Wayback Machine.]
- Зі сторінки «Живого журналу»
- З сайту газети «Перше вересня»